# 청송소방서
청송소방서는 경상북도 청송군을 관할하는 경상북도 소방본부 소속 소방서이다.

## 연혁
- 2022년 10월 24일 청송소방서 개서.